# کونراد وایزه
کونراد وایزه (به آلمانی: Konrad Weise) بازیکن فوتبال و مدافع اهل آلمان شرقی بود که از سال ۱۹۷۰ میلادی عضو تیم ملی فوتبال آلمان شرقی بوده‌است. وی در ۸۶ بازی ملی حضور داشته و در بازی‌های ملی‌اش ۲ گل به ثمر رساند. کونراد وایزه آخرین بازی ملی خود را در سال ۱۹۸۱ میلادی انجام داد.